# Ermanno Capelli
Ermanno Capelli (Ponte San Pietro, Italia, 9 de mayo de 1985) es un ciclista italiano que fue profesional entre 2008, cuando debutó con el equipo  Saunier Duval-Scott, y 2011. 

## Palmarés
2006 (como amateur)
- Gran Premio Palio del Recioto
- Trofeo Banca Popular de Vicenza

## Resultados en Grandes Vueltas
Durante su carrera deportiva consiguió los siguientes puestos en las Grandes Vueltas:
| Carrera | Carrera         | 2008 | 2009 | 2010  | 2011 |
| ------- | --------------- | ---- | ---- | ----- | ---- |
|         | Giro de Italia  | Ab.  | ―    | F. c. | ―    |
|         | Tour de Francia | ―    | ―    | ―     | ―    |
|         | Vuelta a España | ―    | ―    | ―     | ―    |

―: no participa
Ab.: abandono
F. c.: fuera de control

## Equipos
- Saunier Duval/Servetto (2008-2010)
  - Saunier Duval-Scott (2008)[1]
  - Scott-American Beef (2008)[2]
  - Fuji-Servetto (2009)
  - Footon-Servetto (2010)
- Team Vorarlberg (2011)[3]